# ドライブシャフト
ドライブシャフト（英: Drive shaft, driveshaft）は、自動車や船舶で、原動機の動力を車輪またはプロペラに伝えるために用いられる回転軸である。
日本では英国流（後述）に、差動装置と車輪の間の短い回転軸を指し、フロントエンジン・リアドライブ (FR) 車や、中型から大型のバスなどのリアエンジン車、船舶、プロペラ機に用いられる、進行方向と平行の回転軸はプロペラシャフトと呼び、混同を防いでいる。米国では、どちらもドライブシャフトとなる。

## プロペラシャフト

十字スパイダを用いたユニバーサルジョイント

プロペラシャフト（日英）、ドライブシャフト (米)
車両の前方にエンジンを置き、後方の車輪を駆動させるフロントエンジン・リアドライブ (FR) 車では、車両の長さ（ホイールベース）にあわせ、一般に長いプロペラシャフト（回転軸）が使われる。
初期の自動車では、エンジンが駆動輪となる後車軸に近接しておかれたことから、簡素なチェーン駆動やベルト駆動が使用されることが多かった。ガソリン自動車における前方エンジン・後輪駆動のFRレイアウトはパナール・ルバッソール (Panhard et Levassor) 社が1891年に開発し、特許取得したことからシステムパナール (Système Panhard) として知られている。パナール式では差動装置から車輪に至る最終減速をチェーンに頼っていたが、さらにガソリン自動車で差動装置自体を後車軸と一体化し、トランスミッションからシャフトで後車軸と直結する「ダイレクト・シャフトドライブ」としたのは1898年のルイ・ルノーで、こちらも特許を取得し、以後21世紀初頭現在に至るまで主流の方式となっている。もっともこれらガソリン自動車以前に、1878年にアメデー・ボレーが開発した蒸気自動車「ラ・マンセル」 (La Mancelle)が、ボイラーこそ後部搭載ながらシリンダーを前方搭載し、シャフトで後輪を駆動する方式を実用化しており、ガソリン自動車発明家たちにとって既知の手法であった可能性もある。
シャフトの接続形態には大きくトルクチューブ方式とホチキスドライブ方式という2種の方式がある。トルクチューブは、その名のとおりシャフトがチューブに覆われ、チューブがディファレンシャルケースと剛結されているもので、ユニバーサルジョイントをトランスミッション直後に1個使用、チューブは後車軸の推進力を車体に伝える役割も担う。ホチキスドライブはシャフトがむき出しの構造で、ユニバーサルジョイントが2個以上（最低でもトランスミッション直後とディファレンシャルケース直前で）使用されており、後車軸の推進力の車体伝達は車軸につながったスプリングやリンクに委ねている。古くは耐久性やユニバーサルジョイントの強度面などを考慮してトルクチューブ式も広く用いられたが、21世紀初頭現在ではより簡潔かつ総重量・バネ下重量が軽いホチキスドライブが一般化している。

### プロペラシャフトとドライブシャフト
英国英語では、「ドライブシャフト (driveshaft)」という表現は、transverse shaftとよばれる横方向（進行方向と概ね直角）の回転軸にのみ用いられる。一般的な前輪駆動 (FF) 車と、後輪に独立懸架かド・ディオンアクスルを用いる後輪駆動車ではドライブシャフトが露出している。駆動輪が車軸懸架（固定車軸）の場合、アクスルハウジング（ホーシング）に内蔵されており、分解せずに目視することは出来ない。
FR車とリアエンジン・リアドライブ (RR) バスなどでは、「ギアボックス（英国でのトランスミッションの表現）」とディファレンシャル（デフ）を結ぶシャフトは「プロペラシャフト」と呼び、より一般には省略形の「プロップシャフト (prop-shaft)」が使われる。
日本では、英国流の使い分けが標準で、FRでのトランスミッションからデフに回転を伝える回転軸を「プロペラシャフト」と呼び、一般的な前輪駆動 (FF) や、独立懸架またはド・ディオンアクスルの後輪駆動で使用される短い駆動シャフトを「ドライブシャフト」、あるいは「ハーフシャフト」と、異なる呼び方を用いている。

## 同様の機能をもつ他の機構
エンジンが発生した力を発電機により電気に変換しモーターを使用して車輪を駆動するシリーズ方式のハイブリッド機構も広義では同じ役目を果たすものとなるがドライブシャフトではない。